# La lengua de las mariposas
La lengua de las mariposas è un film del 1999 diretto da José Luis Cuerda basata sul racconto La lingua delle farfalle di Manuel Rivas, contenuto nella raccolta Que me quieres, amor?.

## Trama
Il racconto inizia con il protagonista del film, Moncho, un bambino che ha paura di iniziare a frequentare la scuola, dato che è stato avvertito che usualmente i professori sono soliti picchiare gli studenti non disciplinati. Dopo una titubanza iniziale, scopre invece che il suo nuovo maestro, Don Gregorio, è una persona per bene che non basa l'insegnamento sulla repressione, ma usa altri metodi, come l'osservazione e il libero pensiero. Mentre si svolgono questi avvenimenti, a Madrid iniziano a scoppiare proteste e tensioni. Da un lato ci sono i sostenitori della Seconda Repubblica Spagnola, dall'altra i Franchisti.
Mentre ciò accade si analizzano i pensieri politici del piccolo paesino dove vive Moncho. Nel frattempo, il piccolo studente e il professore stringono una profonda amicizia, basata sull'insegnamento di quest'ultimo. Egli diventa una persona cara al bambino e diviene anche amico del padre di Moncho, sarto di professione, il quale gli mostra la sua riconoscenza facendogli un vestito su misura. Con il passare del tempo i franchisti ottengono sempre più terreno finché, nel luglio 1936 scoppia la Guerra civile spagnola. Iniziano così i rastrellamenti contro i sostenitori della repubblica.
Nella scena finale del film vediamo i soldati franchisti che trascinano fuori da un caseggiato uomini filo repubblicani, tra cui anche Don Gregorio. I genitori di Moncho, per non rischiare di essere accusati di collaborazionismo, iniziano a inveire contro i prigionieri e contro il professore, accusandolo: "Rosso! Assassino! Anarchista! Ateo schifoso!". Perfino Moncho, spronato da sua madre, inizia a gridargli male parole, ma correndo incontro al camion, nella sua ingenuità e bontà naturale, il bambino pronuncia le parole: "Tilonorrinco! Espiritrompa!", parole imparate dagli insegnamenti del suo professore.

## Riconoscimenti (parziale)
- Premio Goya
  - 2000 - Miglior sceneggiatura non originale